# Hypnum erectiusculum
Hypnum erectiusculum là một loài Rêu trong họ Hypnaceae. Loài này được Sull. & Lesq. mô tả khoa học đầu tiên năm 1859.